# Cromford
Cromford est un village d'Angleterre dans le Derbyshire. Il fait partie du patrimoine mondial des usines de la vallée de la Derwent et est célèbre pour sa manufacture de coton où la machine à filer de Richard Arkwright fut employée pour la première fois.

## Géographie
Le village est situé à 20 km au Nord-Est de Derby.

## Galerie

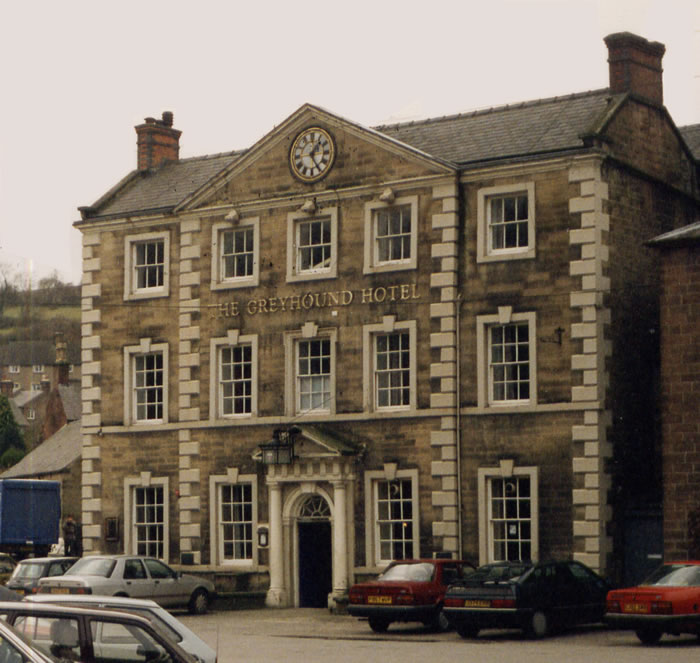
Le Greyhound Hotel construit en 1778.
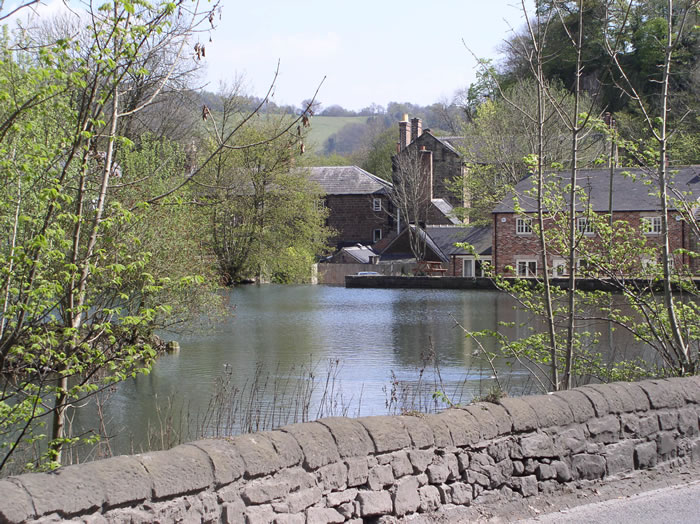
L'étang de Cromford établi en 1785.
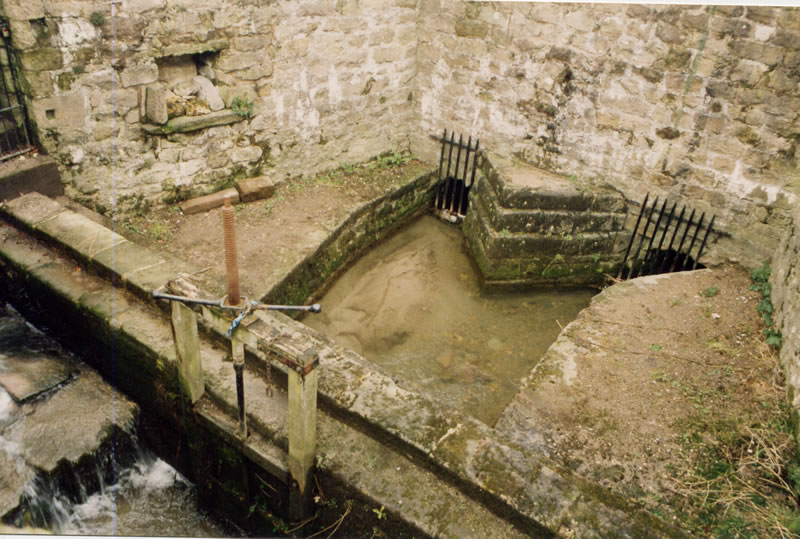
Cette navette, connue localement comme The Bear Pit contrôlait l'eau.
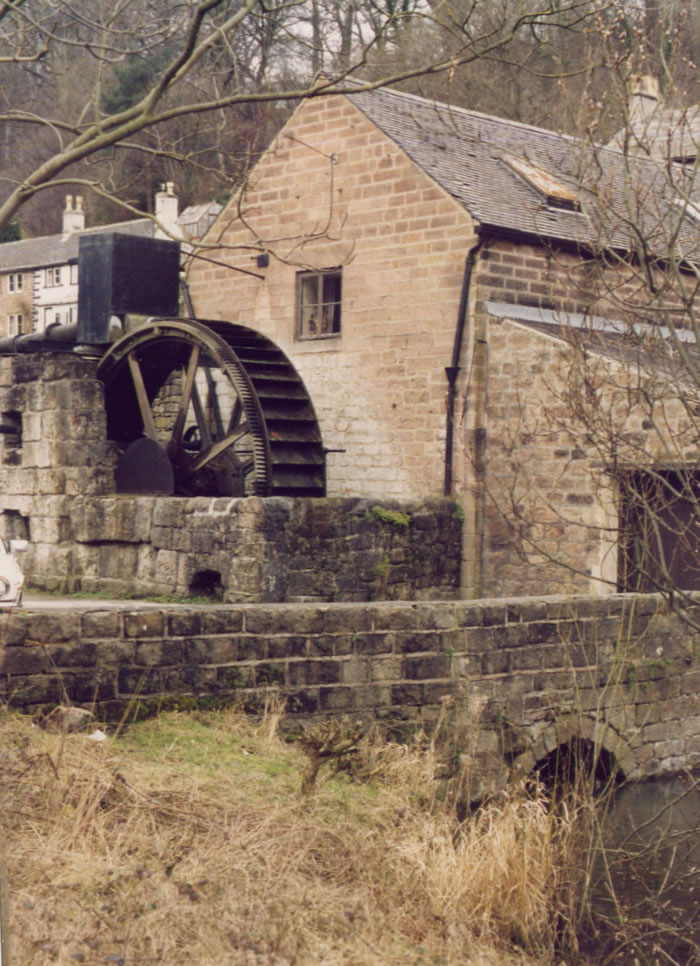
Roue à eau à Cromford.

## Personnalités liées à la commune
- George Turner, peintre, y est né.
- Alison Uttley, écrivain, y est née.

## Liens externes

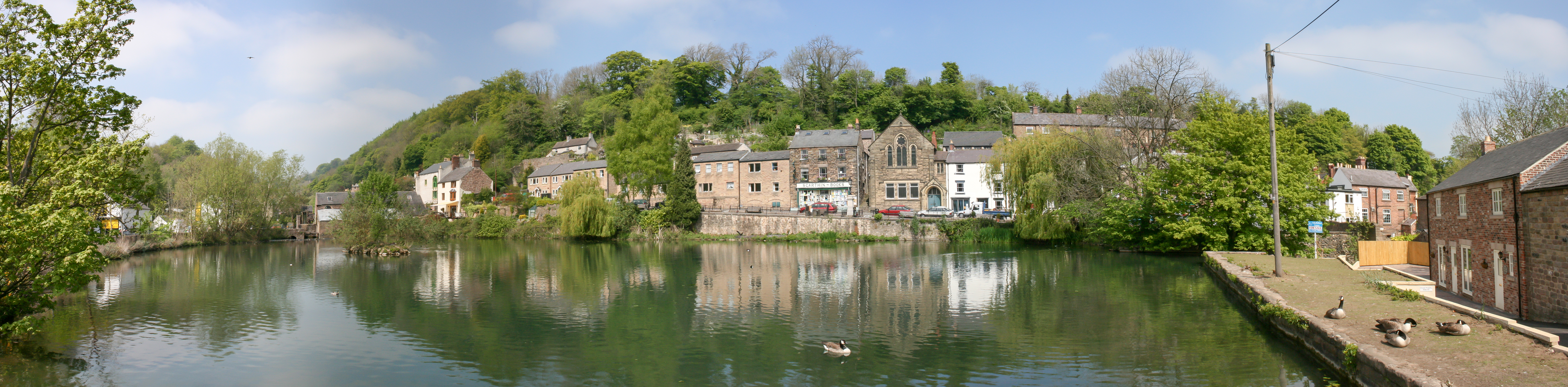
Vue panoramique